# Soldiers Under Command
Soldiers Under Command es el segundo lanzamiento, y el primer álbum de larga duración de la banda de metal cristiano Stryper, publicado el 23 de agosto de 1985 por Enigma Records.
Este disco tiene el mérito de ser el primero del género de metal cristiano en alcanzar el estatus de disco de oro con más de 500 000 copias vendidas en los EE. UU. Por este logro, es el segundo disco en importancia comercial de Stryper, detrás de To Hell with the Devil, publicado al año siguiente.
El álbum originalmente fue lanzado en un vinilo blanco. En contraposición al previo The Yellow And Black Attack, este trabajo es uno de los de más larga duración entre los producidos por Stryper, con 45:02 minutos.
Los temas son variados y van desde el heavy metal más tradicional (como "Soldiers Under Command" y "Surrender"), hasta elaboradas power ballads ("Together as One", "First Love").
La canción con la que finaliza es la breve composición "The Battle Hymn of the Republic" un poema con referencias bíblicas original de la escritora estadounidense Julia Ward Howe. Es el primer cover realizado por la banda, aunque la marcha solemne que presenta se acreditó a Michael Sweet.

## Sencillos y otras publicaciones
Se extrajeron en total dos sencillos en formato de disco de 45 RPM: "Soldiers Under Command" (promocionado con el primer vídeo oficial de Stryper), junto con otro lado A, la balada "Together as One", lanzados el 11 de junio de 1985.
El segundo sencillo fue "Reach Out" (con dos variantes: una versión para radio y otra original más extensa, presente en el álbum), curiosamente de nuevo junto con "Together as One" en septiembre del mismo año.
El exitoso vídeo en concierto Live in Japan fue publicado originalmente por Enigma Records en 1986 en formato de VHS. Fue filmado el 8 de julio de 1985, durante la gira de apoyo a Soldiers Under Command.

## Lista de canciones
1. "Soldiers Under Command" (Michael Sweet, Robert Sweet) – 5:03
2. "Makes Me Wanna Sing" (M. Sweet) – 2:51
3. "Together Forever" (M. Sweet) – 4:03
4. "First Love" (M. Sweet) – 5:43
5. "The Rock That Makes Me Roll" (M. Sweet) – 4:56
6. "Reach Out" (M. Sweet, R. Sweet) – 5:21
7. "(Waiting For) A Love That's Real" (M. Sweet) – 4:36
8. "Together as One" (M. Sweet) – 5:01
9. "Surrender" (M. Sweet) – 4:28
10. "Battle Hymn of the Republic" (Julia Ward Howe, M. Sweet) – 2:36

## Personal
- Michael Sweet - Voz, guitarra
- Robert Sweet - Batería
- Oz Fox – Guitarra principal, coros
- Tim Gaines – Bajo, teclados, coros

### Músicos adicionales
- Christopher Currell - Synclavier, guitarra
- John van Tongeren - Bajo, teclados, piano

## Producción
- Michael Wagener - Producción, ingeniería

- Datos: Q2526198